# 1847 w sztukach plastycznych
Wydarzenia w sztukach plastycznych i wizualnych w 1847 roku.

## Urodzeni
- 6 marca - Federico Andreotti (zm. 1930), włoski malarz
- 19 marca - Albert Pinkham Ryder (zm. 1917), amerykański malarz
- 9 lipca - Nikołaj Astudin (zm. 1925), rosyjski malarz
- 20 lipca - Max Liebermann (zm. 1935), niemiecki malarz
- 11 września - Theodore Clement Steele (zm. 1926), amerykański malarz
- 6 października - Adolf von Hildebrand (zm. 1921), niemiecki rzeźbiarz i teoretyk sztuki
- 15 października - Ralph Albert Blakelock (zm. 1919), amerykański malarz
- 20 października - Fritz Thaulow (zm. 1906), norweski malarz
- 10 listopada - Frederick Arthur Bridgman (zm. 1928), amerykański malarz
- Camille Doncieux (zm. 1879), pierwsza żona Claude'a Moneta, modelka do kilku obrazów męża
- Hamilton Hamilton (zm. 1928), amerykański malarz

## Zmarli
- 17 lutego - William Collins (ur. 1788), angielski malarz
- 9 kwietnia - Jan Paweł Lelewel (ur. 1796), polski malarz, urbanista i inżynier
- 9 maja - Johann Friedrich Knorr (ur. 1775), niemiecki architekt, mecenas sztuki
- 1 lipca - Georg Friedrich Kersting (ur. 1785), niemiecki malarz
- 13 września - Prosper Marilhat (ur. 1811), francuski malarz
- 16 grudnia - Aleksiej Wenecjanow (ur. 1780), rosyjski malarz
- 29 grudnia - William Crotch (ur. 1775), angielski malarz, kompozytor, organista i pedagog